# ماتیاس وارلا
ماتیاس وارلا (به انگلیسی: Matias Varela) (زاده ۲۳ ژوئن ۱۹۸۰) بازیگر سوئدی است.
از فیلم‌های معروف او می‌توان به بازی در فیلم نقطه فروپاشی و ایه‌رو اشاره کرد.